# Los niños de Rusia
Los niños de Rusia es una película documental, dirigida por Jaime Camino en el año 2001.

## Argumento
Durante la guerra civil española (1936-1939), millares de niños españoles fueron evacuados a distintos países para alejarlos de los pesares del conflicto. Aproximadamente, tres mil niños fueron acogidos por la Unión Soviética. A través del testimonio de varios de esos "niños", hoy septuagenarios, el film indaga en su peripecia, a la vez que narra dramáticamente los hechos. Lo que era en principio una evacuación temporal se convirtió en un largo viaje, del que muchos no pudieron regresar hasta veinte años después. La victoria de Franco, la invasión de la URSS por los ejércitos alemanes en 1941, con los sufrimientos de la Segunda Guerra Mundial, las características del sistema estalinista, la educación soviética de los niños y su difícil regreso a España (en muchos casos imposible) fueron los acontecimientos que marcaron sus vidas.